# Kanał Lingqu
Kanał Lingqu (chiń. upr. 灵渠; chiń. trad. 靈渠; pinyin Líng Qú) – śródlądowa droga wodna w regionie autonomicznym Guangxi w Chinach; pierwszy na świecie żeglugowy kanał wododziałowy. Zbudowany na rozkaz Pierwszego Cesarza Chin w 219–214 r. p.n.e. jako droga transportowa dla wojsk i zapasów w trakcie inwazji na południe, przeciwko Yue. Budowniczym kanału był Shi Lu.

## Położenie

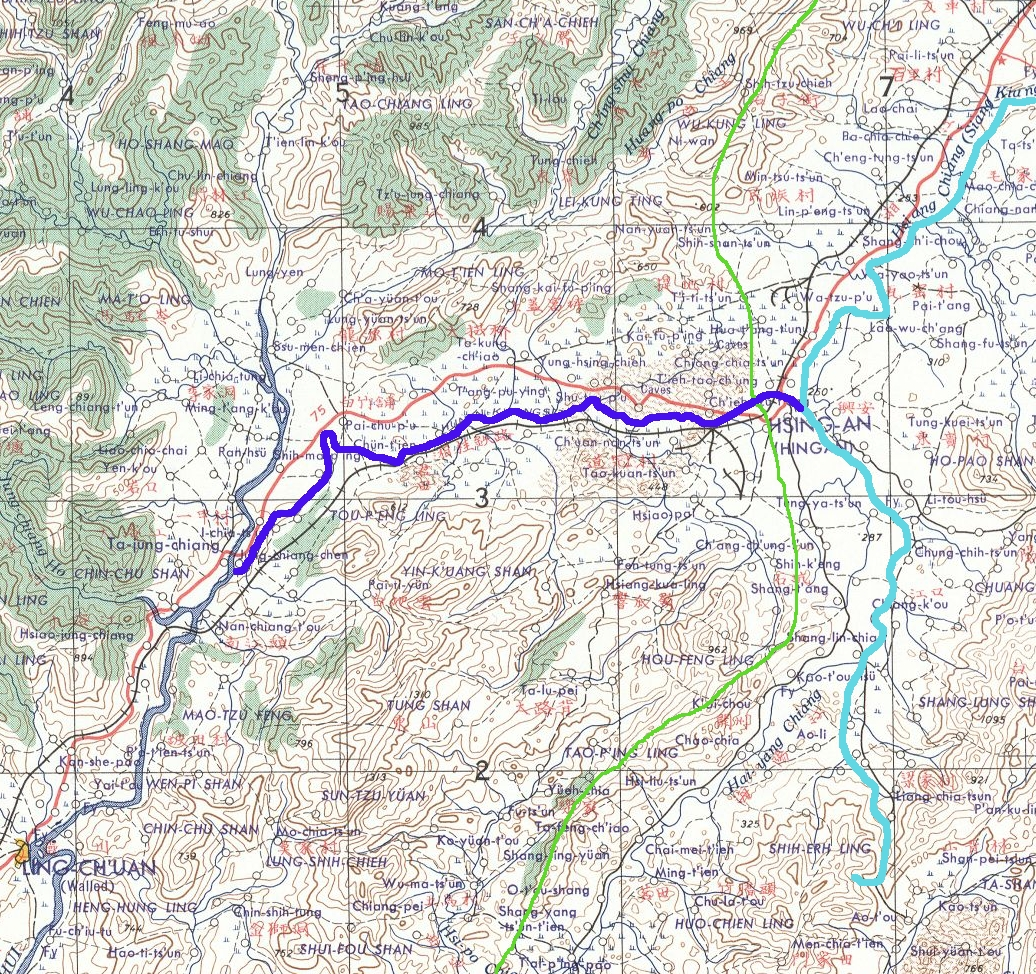
Mapa Kanału Lingqu

Kanał znajduje się w powiecie Xing’an w północno-zachodniej części Guangxi; przechodzi przez dział wód (mapa – zielona linia) między płynącą na północ rzeką Xiang (na mapie zaznaczona na błękitno), a płynącą na południe rzeką Li (Li Jiang) (na mapie granatowa). Ponieważ Xiang wpada ostatecznie do Jangcy, a Li Jiang do rzeki Gui, która uchodzi do Rzeki Zachodniej, kanał ten, liczący łącznie zaledwie 35,4 km (w tym kanałów właściwych ok. 7,4 km, reszta to uregulowane biegi rzek), łączy dwa wielkie dorzecza Chin, tworząc śródlądową drogę wodną liczącą ok. 2200 km. Można dzięki niemu przepłynąć np. z Chengdu czy Wuhanu do Kantonu.

## Konstrukcja
Niedaleko miejscowości Guanxian, na rzece Xiang, zbudowano trójkątną groblę (podobną do Yuzui w Dujiangyan) dzielącą bieg wód na dwa kanały, północny i południowy. Kanał Północny, transportowy, o długości ok. 2,5 km, podążał równolegle do dawnego biegu rzeki i łączył się z nią na powrót dalej na północ. Południowy, zbierający ok. 30% wód, kierował się wzdłuż zbocza góry, w poprzek działu wód, ok. 5 km, aż dochodził do górnego biegu rzeki Li.
Kilka kanałów przelewowych zabezpieczało Kanał Południowy, zawracając ewentualny nadmiar wód z powrotem do dawnego koryta rzeki Xiang.
Rzeka Li została wyregulowana na długości ok. 28 km, prowadząc na południowy zachód, aż do płynącej na południe rzeki Gui.
Tak opisuje kanał Zhou Qufei w księdze Ling Wai Dai Da (Informacje o Krajach za Przełęczami) z 1187:

Podróżujący pasażerowie mogą się czasem najeść strachu, bo ok. 2 li (ok. 1 km) od miejsca, gdzie grobla dzieli wody i sprawia, że część z nich wpływa do obwałowanego kanału, znajduje się jeszcze jeden kanał przelotowy (który odprowadza nadmiar wód). Bez tego odpływu, szalejąca siła wiosennych wód mogłaby zniszczyć obwałowania i woda nigdy nie doszłaby na południe. Lecz z jego pomocą, siła wód zostaje uspokojona, obwałowania są nienaruszone i woda w centralnym kanale płynie spokojnie. [...] Naprawdę można to nazwać pomysłowym urządzeniem.
Głębokość kanału nie sięga [więcej niż] 1 m, a szerokość mniej więcej 6 m; wystarczy to by spławić statek o nośności 1000 hu [ok. 52 tys. litrów].
Na kanale jest 36 śluz. Jak statek wpływa do śluzy, natychmiast ją zamykają i czekają, aż woda się nazbiera [w śluzie], i w ten sposób statek może stopniowo się przemieszczać. W ten sposób może płynąć wzdłuż gór i poruszać się do góry.
Podróżując w dół, płynie jak woda spływająca schodkowatego dachu i w ten sposób jest połączenie dla statków płynących na północ i południe. Sam widziałem te ślady starożytnego dzieła [Shi] Lu.

Obserwowane przez Zhou śluzy zostały prawdopodobnie zainstalowane w późniejszym okresie niż oryginalny kanał, natomiast trójkątne groble dzielące nurt i kanały odpływowe są bardzo podobne do zastosowanych w zbudowanym w tym samym okresie Dujiangyan; można je więc uznać za oryginalne.

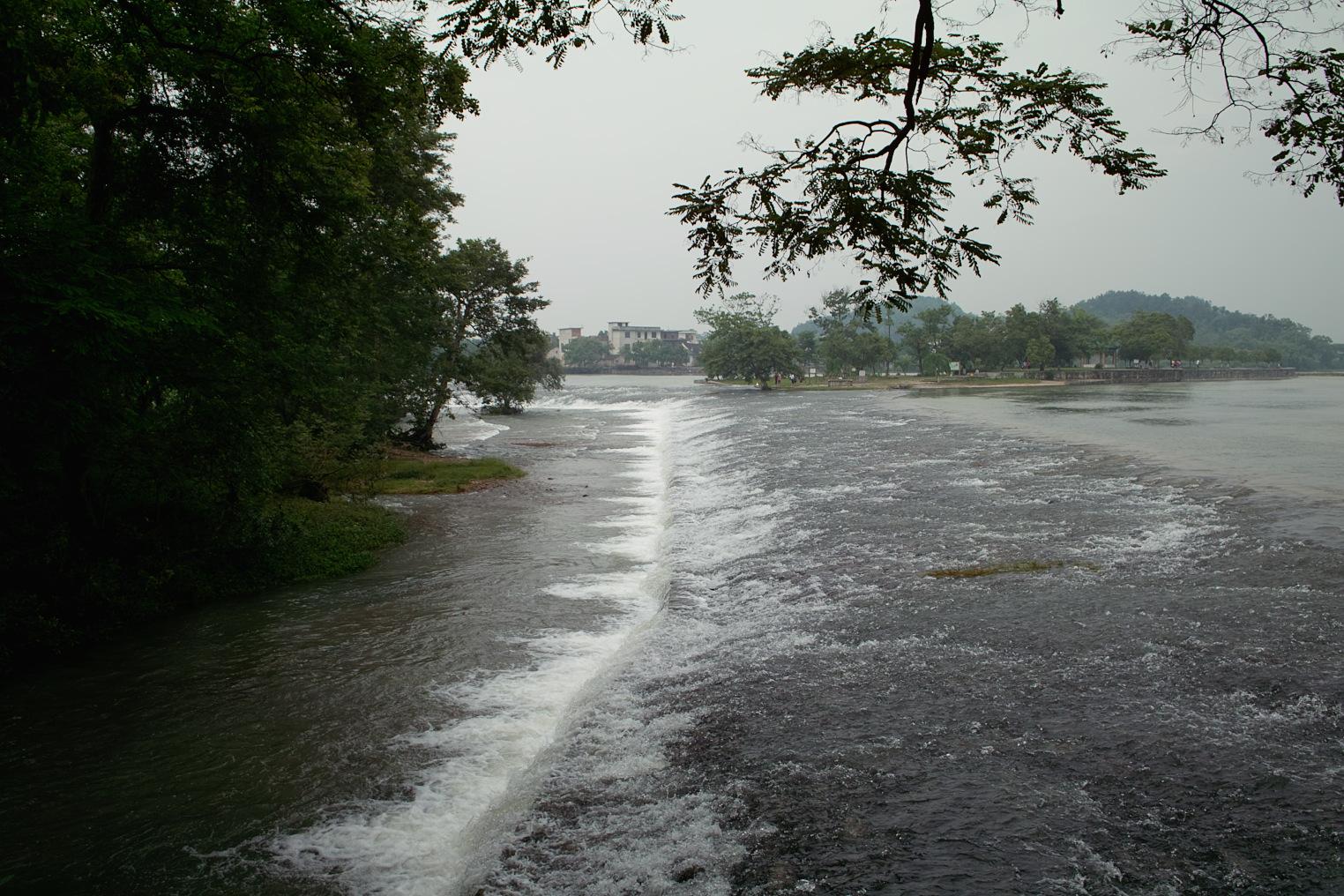
Widok na kanał Lingqu

## Znaczenie
Kanał Lingqu miał zasadnicze znaczenie dla południowych kampanii wojskowych Pierwszego Cesarza; następnie służył podczas operacji za czasów dynastii Han, zwłaszcza w latach 140–87 p.n.e.; szczyt ruchu przypadł w 111, podczas operacji Han Wudi przeciw Yue. Ok. 40 n.e. używano go do przerzutu zaopatrzenia podczas uderzenia na Annam; ówczesny dowódca, Ma Yuan, wyregulował w tym celu rzekę Xiang. Następnie kanał funkcjonował jako ważna droga wodna łącząca centrum i południe Chin. Jego rola była szczególnie istotna ze względu na górzysty krajobraz południowych Chin, utrudniający transport, oraz fakt, że wielkie rzeki Chin płyną z zachodu na wschód, nie oferując połączeń północ-południe.
Wielkość kanału i statków nim pływających może wydawać się nieduża. Opisane przez Zhou Qufei łodzie (z kilkuosobową załogą) miałyby pojemność ok. 52 tys. litrów; przyjmując gęstość niełuskanego ryżu na 522 kg/m3, daje to ok. 27 ton; do przewiezienia takiego ładunku drogami polnymi potrzeba by ponad 40 konnych wozów z zaprzęgami i woźnicami (licząc 0,635t/wóz), co uświadamia efektywność transportu wodnego.
Obecnie kanał używany jest do transportu lokalnego i jako atrakcja turystyczna; nawadnia też ok. 2000 ha gruntów. Rozważa się wpisanie go na listę światowego dziedzictwa UNESCO